# Aleksei Kosîghin
Aleksei Kosîghin (n. 8/21 februarie 1904, Sankt Petersburg, Imperiul Rus – d. 18 decembrie 1980, Moscova, RSFS Rusă, URSS) a fost un om politic rus, care a îndeplinit funcția de prim-ministru al URSS (15 octombrie 1964 - 23 octombrie 1980). 